# اشچبانیا
اشچبانیا (به لاتین: Trzebania) یک منطقهٔ مسکونی در لهستان است که در Gmina Osieczna, Greater Poland Voivodeship واقع شده‌است.